# Klaus Wallbaum
Klaus Wallbaum (* 1961 in Wunstorf) ist ein deutscher Sozialwissenschaftler und Journalist.

## Leben
Nach seinem Schulbesuch studierte Klaus Wallbaum Sozialwissenschaften an der Gottfried Wilhelm Leibniz Universität Hannover, wo er an der Philosophischen Fakultät seine Dissertation über Rudolf Diels verteidigte, die 2009 unter dem Titel Rudolf Diels (1900–1957) in der Peter-Lang-Verlagsgruppe erschien.
Nach dem Fall der Berliner Mauer wurde Wallbaum nach 1989 als Journalist in Ostdeutschland für Tageszeitungen in Leipzig, Magdeburg und Dresden tätig.
1994 wurde Klaus Wallbaum Redakteur für Landespolitik einer überregional vertriebenen Tageszeitung in Hannover, der Hannoverschen Allgemeinen Zeitung.
In der Nachfolge von Anne Zick übernahm Klaus Wallbaum 2016 gemeinsam mit Martin Brüning die Chefredaktion der Zeitschrift Rundblick – Politikjournal für Niedersachsen.

## Publikationen (Auswahl)
- Der Überläufer. Rudolf Diels (1900–1957). Der erste Gestapo-Chef des Hitler-Regimes, zugleich Dissertation 2009 an der Universität Hannover unter dem Titel Rudolf Diels (1900 bis 1957), Frankfurt am Main; Berlin; Bern; Bruxelles; New York, NY; Oxford; Wien: Peter-Lang-Verlagsgruppe, 2009, ISBN 978-3-631-59818-4
- „Der frühe Spiegel und die NS-Vergangenheit“, in: Sonja Begalke, Claudia Fröhlich, Stephan Alexander Glienke (Hrsg.): Der halbierte Rechtsstaat. Demokratie und Recht in der frühen Bundesrepublik und die Integration von NS-Funktionseliten, Nomos-Verlag, Baden-Baden 2015, ISBN 978-3-8487-0151-3, Seite 277 bis 300
- Ernst Albrechts politisches Erbe. Wie Niedersachsen bis heute von der Wahl des Ministerpräsidenten 1976 geprägt wird, Berlin, Bern, Bruxelles, New York, Oxford, Warszawa, Wien, 2021. ISBN 978-3-631-84671-1